# Michael Kraft (Fußballspieler)
Michael Kraft (* 23. April 1966 in Dernbach) ist ein ehemaliger deutscher Fußballtorwart und heutiger Torwarttrainer. Er bestritt 27 Bundesligaspiele für den 1. FC Köln und arbeitete als Torwarttrainer lange unter Thomas Schaaf bei Werder Bremen und Eintracht Frankfurt.

## Karriere

### Spieler
Obwohl Michael Kraft elf Jahre als Profi-Fußballer aktiv war, saß er meist nur als Nummer zwei auf der Bank. Stammtorwart war er bei Bakırköyspor in der Türkei und beim 1. FC Köln, nachdem Bodo Illgner zu Real Madrid gewechselt war. Ein Jahr später verlor er seinen Platz wieder an Andreas Menger. Beim FC Gütersloh war er in der 2. Bundesliga noch einmal eine Halbserie lang Stammkeeper.

#### Erfolge
- 1981/82 Rheinland-Pfälzischer A-Jugend-Meister mit der SpVgg EGC Wirges
- 1988/89 Deutscher Vizemeister 1989 mit dem 1. FC Köln
- 2006 Supercup-Sieger mit Werder Bremen
- 2009 DFB-Pokalsieger mit Werder Bremen
- 2009 UEFA-Cup-Finalist mit Werder Bremen
- 2010 DFB-Pokalfinalist mit Werder Bremen
- sechsmalige Teilnahme an der Champions League mit Werder Bremen

### Trainer
Nachdem er seine aktive Laufbahn beendet hatte, ging er nach Südkorea und arbeitete bei Bucheon SK und Incheon United als Torwarttrainer. In der Hinrunde der Saison 2005/06 wurde er bei Preußen Münster unter Cheftrainer Colin Bell Co-Trainer. Ab Januar 2006 arbeitete er als Torwarttrainer bei Werder Bremen als Nachfolger von Dieter Burdenski. Im Mai 2012 wurde sein Vertrag bis 2014 um zwei Jahre verlängert. Werder Bremen beendete nach dem Abgang des Cheftrainers Thomas Schaaf auch die Zusammenarbeit mit Kraft und stellte ihn bis Vertragsende frei. Zusammen mit Schaaf als Cheftrainer wurde Kraft im Juli 2014 von Eintracht Frankfurt verpflichtet, nach Schaafs Vertragsauflösung beurlaubt bis 30. Juni 2016. Im Juli 2016 verpflichtete der chinesische Shijiazhuang Ever Bright FC Kraft als Torwarttrainer. Von Januar bis Juni 2017 war Kraft Torwarttrainer der irischen Fußballnationalmannschaft der Frauen. Im Juli kehrte er zurück nach China und verblieb zwei Jahre als Torwarttrainer bei Beijing Guoan. Nach seinem zweiten Engagement in China, wechselte der Dernbacher zum türkischen Erstligisten Fenerbahçe Istanbul, dort verblieb er bis 2022. Beim Drittligisten Viktoria Köln hatte Kraft das Amt des Torwarttrainers von August 2023 bis Ende Juni 2024 inne.

## Privat
Michael Kraft ist verheiratet und hat drei Kinder.